# 生態神學
生态神学（英語：Ecotheology）是一种建設性神學，著重於宗教與自然的相互关系，特别是在环境问题上。 生态神学通常建立在宗教世界观和環境危機的前提上，並探讨了前述相互關係之间的生态价值观，例如：可持续发展和治理的世界觀（dominion）。生態神學運動已经在世界各地推動了许多宗教的环境項目。
對於环境危机蓬勃发展的認知使得宗教界開始思考人与地球環境的關係。並反映在大多数宗教传统道德和宇宙学領域，并且可以被視為一个神學中必然產生的子項目。
重要的是，生态神学探索的不仅是宗教和環境危機之間的關係，也必須關注一般性生態系統管理問題。具体來说，生态神学的目的不仅是要能夠藉由宗教识别那些突出的環境問題，還要能提出潜在解决办法的概述。由於许多生態神學的支持者和贡献者认为：科学和教育是不足以改变在目前所面臨的环境危机，因此提出解決方案是一個相當重要的生態神學課題。

## 背景
1967年，加州大學洛杉磯分校的歷史教授Lynn White在西方學術界發表了一篇標題為《生態危機的歷史根源（The Historical Roots of Our Ecological Crisis）》的文章後，神學與現代生態危機的關係成為一個激烈的爭論問題。在這篇文章中White提出了一個理論，即基督教中「人類對自然的治理」這個理論模式導致了環境破壞。這是針對聖經《創世紀》的第1章28節：「神就賜福給他們，又對他們說：要生養眾多，遍滿地面，治理這地，也要管理海裡的魚、空中的鳥，和地上各樣行動的活物。」所提出的見解。
1973年，神學家Jack Rogers發表了一篇文章，進行了大約十二位神學家研究成果的後設分析，這些研究早於White的文章。它們反映了一種對「適當的神學模式」的追求，這個模式充分的評估了有關神、人類和自然之間關聯的聖經數據。

## 基督教神學思想
生態神學開始發展成為一種神學領域大部分都是為了回應Lynn White這種被稱為「生態指控」的論點，這種觀點指控基督教提倡人類對自然的統治思想，並將自然視為一種工具，可以用來造就自己的生存和繁榮。但支持生態神學的一些學者認為基督徒實際上通過追隨上帝、遵循上帝指導，並以超越自然的方式來幫助解決當前的全球環境危機。
然而，基督教還是經常被視為對環境有正面價值的資源，在基督教傳統中其實有許多包含地球和所有生物福祉的觀點。亞西西的方濟各被認為是一個影響生態神學的重要角色，其他像是Isaac of Nineveh與萨罗夫的塞拉芬也被認為是重要的生態神學思想家。不過有許多生態神學家在西方文化中不太為人所知，因為他們大多來自東正教會，而不是羅馬天主教會。

## 外部連結
- 靈性傳統。全球生態。香港環境 （页面存档备份，存于） 介紹不同宗教對生態的看法，並展覽香港獨特的生態面貌，完全免費，由香港浸會大學圖書館 （页面存档备份，存于）提供